# Sa'a (Cameroun)
Ne doit pas être confondu avec Sa'a.
 (mars 2023).
Sa'a est une commune du Cameroun située dans le département de la Lekié dans la région du Centre, à 72 km de Yaoundé.

## Population
Lors du recensement de 2005, la commune comptait 53 219 habitants, dont 9 895 pour la ville de Sa'a.
Les populations majoritaires dans la localité sont les Eton et les Manguissa.

## Organisation
La commune a été créée par l'arrêté no 537 du 17 août 1952 du Haut-Commissaire de la République française au Cameroun. Elle est dotée d'une mairie, d'une sous-préfecture, d'un commissariat de police, d'une brigade de gendarmerie et d'un palais de justice. Il existe également quatre groupes scolaires publics, des écoles primaires privées à l'exemple du plus grand groupe « les papillons du Magnificat » qui abrite également une École Normale Privée d'Instituteurs de l'Enseignement Général (ENIEG) depuis septembre 2015.
Outre Sa'a et ses quartiers, la commune comprend les villages suivants :
- Abel
- Ebang
- Ebang-Minala
- Ebogo
- Edzen
- Ekalan Minkoul
- Ekekom
- Ekoumdouma
- Ekoum-Ondom
- Elang
- Elessogue
- Elig Zogo
- Essolmeyong
- Koe
- Kokoe
- Lebamzip
- Lekoubek
- Man élone
- Mbama
- Mban
- Mbassila
- Mbazoa
- Mbilmana
- Mekimebodo
- Melik
- Mendouga-Mokala
- Mengama
- Mengon
- Messam
- Momo
- Ndong Elang
- Ndovolo
- Nkol Angoung
- Nkol Awono
- Nkol Ayos
- Nkol Bibak
- Nkol Bogo
- Nkol Djama
- Nkol Ebassimbi
- Nkol Eboma
- Nkol Ekono
- Nkol Essono
- Nkol Kaï
- Nkol Mefon
- Nkol Meki
- Nkol Mekok
- Nkol Meyos
- Nkol Mgbana
- Nkol Mvak
- Nkol Ngok
- Nkol Ntsa
- Nkol Nzomo
- Nkol Ofoumbi
- Nkol Ondogo
- Nkol Onguene
- Nkol Zoa
- Nkol-Ebae
- Nkolang
- Nkolevodo
- Nkolmebanga
- Nkolmekok
- Nkolmesseng
- Nkolndzomo
- Nkolo
- Nkolve
- Nkolzomo
- Nlong-Onambelé
- Nlongzok
- Nsan Mendouga
- Ntobo
- Ntsa Ekang
- Ondondo
- Ovo'abang
- Polo
- Womkoa

## Personnalités liées à Sa'a
L'archevêque de Yaoundé, Mgr Jean Zoa, et les écrivains Séverin Cécile Abega et Jean-Claude Awono sont nés à Sa'a.
Simon Pierre Bikele, du protocole d'État à la Présidence de la République du Cameroun, professeur Jean Marie Kasia, administrateur directeur général du CHRACERH, chirurgien de renom en chirurgie endoscopique, le professeur Pierre Ongolo Zogo, médecin radiologiste de l’hôpital central de Yaoundé.
Essimbi Zobo Bernard, professeur de physique à l'université de Yaoundé I, Me Medzo Placide, avocat au Barreau du Cameroun, Chef Supérieur des Engab.
L'ambassadeur du Cameroun en Italie, Dominique Awono Essama, est né à Mbama (arrondissement de Sa'a). Jean-Bernard Ndongo Essomba, président du groupe parlementaire RDPC à l'Assemblée nationale, Urbain Olanguena Awono (ex-ministre de la Santé publique), Jean de Dieu Ayissi, chef de chaîne de radio Colombe, sont également natifs de l'arrondissement de Sa'a.
Comme originaires de l'arrondissement de Sa'a, nous avons aussi le professeur Léon Chantal Ambassa, maître de conférences à la faculté des Sciences Juridiques et Politiques de l'université de Yaoundé 2 SOA, ancien conseiller technique no 1 et inspecteur général no 1 au Ministère des domaines, du cadastre et des affaires foncières et le général de brigade Valère Nka, commandant de la cinquième région militaire interarmées.

## Médias
La commune de Sa'a compte deux radios communautaires : « Radio communautaire Colombe » et de « M'malli Fm ». Radio communautaire Colombe est la première à avoir été implantée dans la ville et ce, depuis 2006. Située derrière la paroisse Sacré-Cœur de Sa'a, elle est la plus écoutée si l'on se fie aux opinions des populations. Elle est dirigée par Jean de Dieu Ayissi et Lucien Claude Abouga. Depuis 2006, Radio communautaire Colombe s'est étoffée d'un fort réseau de correspondants. À Ntui, par exemple, il faut compter avec des correspondants comme Paul Alain Abena. Et à Douala, Simon Ngono a été correspondant de 2006 à 2012. Radio communautaire Colombe émet en FM sur 96,0 MHZ. Elle a trois éditions de journaux parlés par jour. Son orientation éditoriale est tournée vers l'éducation, la promotion des initiatives communautaires et le développement des citoyens de la localité.
Quant à M'malli Fm, située non loin des services du sous-préfet, elle est destinée aux femmes. Elle aurait été créée par l’épouse de l'ex-ministre camerounais de la Santé publique, Urbain Olanguena Awono, au cours de l'année 2007. Après avoir connu de sérieux problèmes qui ont même conduit à la cessation de ses activités, M'malli Fm qui veut dire « tam-tam » en langue locale a finalement été réhabilité en 2016. La cérémonie de réouverture de la radio a été présidée par le ministre camerounais de la Communication Issa Tchiroma Bakary. M'malli Fm émet en modulation de fréquence sur 99,0 MHZ.